# Контроль повреждений (группировка рестлеров)
«Контроль повреждений» (англ. Damage Control, стилизованный Damage CTRL) — злодейская группировка в рестлинге, в которую входят лидер Бейли, Дакота Кай и Ийо Скай, в настоящее время они выступают в WWE на бренде Raw. Действующие женские командные чемпионы WWE в своих первых рейнах являются Кай и Скай.

## История создания
На SummerSlam 30 июля 2022 года Бэйли вернулась после годичного перерыва, заключив союз с вернувшимися Скай и Кай, столкнулись с Бьянкой Белэйр после её защиты на чемпионства Raw среди женщин против Бекки Линч, возобновив их вражду и переведя Бэйли обратно на бренд Raw. Также к бренду Raw в качестве хиллов присоединились Скай и Кай и следующей ночью дебютировав на бренде, атаковали Линч, Алексу Блисс и Аску вместе с Бейли. На эпизоде Raw от 8 августа, Кай и Скай победили команду Даны Брук и Тамины в первом раунде турнира за командное чемпионство WWE среди женщин. Затем Бейли, Кай и Скай вызвали Белэйр, Блисс и Аску на командный матч с участием шести женщин на Clash at the Castle, который они приняли. Скай и Кай вышли в полуфинал турнира, но выйти в финал и выиграть титулы им не удалось.
3 сентября на Clash at the Castle Бейли, Кай и Скай, теперь официально называются «Контроль повреждений» (англ. Damage Control), победив Белэйр, Блисс и Аску. На эпизоде Raw от 12 сентября Кай и Скай победили Алию и Родригес тем самым выиграв Командное чемпионство WWE среди женщин На Raw от 31 октября Кай и Скай проиграли командные Алексе Блисс и Аске, завершив чемпионство на отметке 49 дней. На следующий день на Премиум-шоу Crown Jewel был назначен ещё один командный матч за титулы. 5 дней спустя они вернули себе титулы на Crown Jewel. После того, как на последовавшем Raw рестлерши снова поругались, было предложено провести матч по правилам «Военные игры» на Премиум-шоу Survivor Series WarGames. Напарницами "Контроля" стали Никки Кросс, а также Рея Рипли. На RAW 21 ноября На RAW 21 ноября Аска проиграла Рее Рипли, уступив преимущество её команде. На премиум-шоу Команда Бьянки победила после того, как вернувшаяся Бекки Линч удержала Дакоту Кай.

## Титулы и достижения
- WWE
  - Командное чемпионство WWE среди женщин (2 раза,действующие) — Kaй и Скай